# Media geométrica

Construcción geométrica para hallar las medias aritmética (A), cuadrática (Q), geométrica (G) y armónica (H) de dos números a y b.

En matemáticas y estadística, la media geométrica de una cantidad arbitraria de números (por decir n números) es la raíz n-ésima del producto de todos los números; es recomendada para datos de progresión geométrica, para promediar razones, interés compuesto y números índice.

{\displaystyle {\bar {x}}={\sqrt[{n}]{\prod _{i=1}^{n}{x_{i}}}}={\sqrt[{n}]{x_{1}\cdot x_{2}\cdots x_{n}}}}

Por ejemplo, la media geométrica de 2 y 18 es la raíz cuadrada del producto de ambos {\displaystyle {\sqrt[{2}]{2\cdot 18}}={\sqrt[{2}]{36}}=6}.
Otro ejemplo, la media geométrica de 1, 3 y 9 sería la raíz cúbica del producto de los tres números {\displaystyle {\sqrt[{3}]{1\cdot 3\cdot 9}}={\sqrt[{3}]{27}}=3}.
Frecuentemente se usa una media geométrica cuando se comparan diferentes aspectos, cuyos rendimientos tienen unidades de medida en diferentes rangos numéricos. Por ejemplo, la media geométrica puede dar un valor serio para comparar dos empresas que tienen una calificación entre 0 a 5 por su sostenibilidad ambiental, y una calificación entre 0 a 100 por su viabilidad financiera. Si se usara la media aritmética en lugar de la media geométrica, la viabilidad financiera tendría mayor peso porque su rango numérico es mayor. Es decir, un pequeño cambio porcentual en la calificación financiera (por ejemplo, pasar de 80 a 90) haría una diferencia mucho mayor en la media aritmética que un gran cambio porcentual en la sostenibilidad ambiental (por ejemplo, pasar de 2 a 5). El uso de la media geométrica normaliza los valores de rango diferente, lo que significa que un cambio de porcentaje dado en cualquiera de las propiedades tiene el mismo efecto en la media geométrica. Entonces, un cambio del 20% en la sostenibilidad ambiental de 4 a 4.8 tiene el mismo efecto en la media geométrica que un cambio del 20% en la viabilidad financiera de 60 a 72.
Esta media se puede entender en términos geométricos. La media de dos números, {\displaystyle a} y {\displaystyle b}, es la longitud del lado de un cuadrado cuya área es igual al área de un rectángulo con lados de longitudes {\displaystyle a} y {\displaystyle b}. De manera similar, la media de tres números, {\displaystyle a}, {\displaystyle b}, y {\displaystyle c}, es la longitud de la arista de un cubo cuyo volumen es el mismo que el de un ortoedro cuyos lados son iguales a los tres números dados.
La media geométrica es también una de las tres medias pitagóricas, junto con la media aritmética, mencionada anteriormente, y la media armónica. Para todos los conjuntos de datos positivos que contienen al menos un par de valores desiguales, la media armónica es siempre la menor de las tres medias, mientras que la media aritmética es siempre la mayor de las tres y la media geométrica siempre está en el medio (ver Desigualdad de las medias aritmética y geométrica.)

## Propiedades
- El logaritmo de la media geométrica es igual a la media aritmética de los logaritmos de los valores de la variable.
- La media geométrica de un conjunto de números positivos es siempre menor o igual que la media aritmética:

{\displaystyle (x_{1}x_{2}\dots x_{n})^{\frac {1}{n}}\leq {\frac {x_{1}+x_{2}+\dots +x_{n}}{n}}}

La igualdad sólo se alcanza si {\displaystyle x_{1}=x_{2}=\dots =x_{n}}.
Ventajas
- Considera todos los valores de la distribución
- Es menos sensible que la media aritmética a los valores extremos.

Desventajas
- Es de significado estadístico menos intuitivo que la media aritmética.
- Su cálculo es más difícil.
- Si un valor {\displaystyle x_{i}=0\,} entonces la media geométrica se anula o no queda determinada.

Solo es relevante la media geométrica si todos los números son positivos. Como hemos visto, si uno de ellos es 0, entonces el resultado es 0. Si hubiera un número negativo (o una cantidad impar de ellos) entonces la media geométrica sería o bien negativa, o bien inexistente en los números reales.
En muchas ocasiones se utiliza su trasformación en el manejo estadístico de variables con distribución no normal.
La media geométrica es relevante cuando varias cantidades son multiplicadas para producir un total.

## Media geométrica ponderada
Al igual que en una media aritmética pueden introducirse pesos como valores multiplicativos para cada uno de los valores con el fin de ponderar o hacer pesar más en el resultado final ciertos valores, en la media geométrica pueden introducirse pesos como exponentes:

{\displaystyle {\bar {x}}=\left({\prod _{i=1}^{n}{x_{i}}^{\alpha _{i}}}\right)^{\frac {1}{\sum _{i}{\alpha _{i}}}}=\left({x_{1}}^{\alpha _{1}}{x_{2}}^{\alpha _{2}}\dots {x_{n}}^{\alpha _{n}}\right)^{\frac {1}{\alpha _{1}+\dots +\alpha _{n}}}}

Donde las {\displaystyle \alpha _{i}\,} son los «pesos».

## Caso ilustrativo
Una cadena de expendedores de gasolina el año pasado aumentó sus ingresos respecto al año anterior en 21%; y han proyectado que este año van a llegar a un aumento de 28% con respecto al año pasado. ¿Cuánto es el promedio anual del aumento porcentual?
Definitivamente no es (21% + 28%)/2 = 24,5%.
El monto de la producción, al final de dos años, es 100(1,21)(1,28)= 154,88. Si en cada año se tuviera una tasa anual de aumento de i% resulta
100 → 100(1+i) →  100(1 +i)2.
Entonces
100(1 +i)2 = 154,88
(1 +i)2 = 1,5488
1 + i = {\displaystyle {\sqrt {1,5488}}}  =1,244507   (este es el valor de {\displaystyle {\bar {x}}={\sqrt {(1,21\cdot 1,28)}}\,})
i = 0,244507 = 24,451%

## Dónde aparece

### Geometría
- en todo triángulo rectángulo:
  - la altura cumple {\displaystyle h={\sqrt {mn}}}, siendo m y n las proyecciones de los catetos sobre la hipotenusa.
  - un cateto b cumple {\displaystyle b={\sqrt {ma}}}, siendo m su proyección y a la hipotenusa.
- la tangente t a una circunferencia {\displaystyle t={\sqrt {sk}}} , s es secante y k la parte interna.
- el lado de un cuadrado equivalente a un rectángulo es la media geométrica de los lados de este; el radio de un círculo equivalente a una elipse es la media geométrica de los semiejes de esta. Lo mismo el caso de la esfera con la elipsoide.
- el lado (arista) d de un cubo equivalente a un ortoedro de lados a, b, c es {\displaystyle d={\sqrt[{3}]{abc}}}[2]

### Pesas
El peso w de una sustancia que tiene pesos hallados por dos balanzas u y v , resulta {\displaystyle w={\sqrt {uv}}}